# Orion's Arm
Orion's Arm（OA）は、M. Alan Kazlev が創始した、オンラインでのサイエンス・フィクションの世界構築プロジェクトである。誰でもそのWebサイトに、記事・ストーリー・イラスト・音楽などを投稿できる。メーリングリストがあり、メンバーは架空の世界の方向性について議論したり、追加・修正を議論したり、問題提起したりしている。

## 設定
OA は一万年以上後の未来を、もっともらしく、あるいはハードSF的に扱っている。すなわち、ヒューマノイド型異星人は存在せず、超光速航法などの既知の物理学に反した技術も存在せず、海戦をそのまま宇宙戦争に置き換えたようなものも存在しない。架空のテクノロジーとしては、負の質量を持つエキゾチック物質の生成、原子サイズ未満での物質操作などが設定上登場し、「超ハード」SFとは一線を画している（超ハードSFとは、執筆時点で証明済みのテクノロジーのみを前提するもの）。この宇宙の住人は、神のごとき人工知能群 "archailects" に統治されている。これは、人類などが行った人工生命実験で生み出されたものの子孫である。絶大な力を持ち、小型の宇宙を自ら作り出せるほどである。その実体は、惑星サイズのコンピュータネットワーク上の分散知性である。それらのサブルーチン自体が知覚を持っており、"archailects" は個性を持つと同時に、集合的に文明そのものを表してもいる。地球外生命も存在するが、OA での主役はあくまでも地球に由来する生命の子孫であり、それらを総称して "terragen life" と呼ぶ。ノーマルな人類は "baselines" と呼ばれ、絶滅危惧種になっており、遺伝子的か機械的に強化された子孫が、本来の人類に取って代わっている。知的生命体は様々な種類がある。nearbaselines（若干強化された人類）、ポストヒューマン、サイボーグ、vecs（知的ロボット）、aioids（知的コンピュータ）、uploads（コンピュータ上に転送された知性）、neumanns（自己複製ロボット。ジョン・フォン・ノイマンにちなんだ名称）、provolves（知性を強化された動物。後述するブリンの知性化シリーズに類似）、rianths（動物のDNAを取り入れた人類）、splices（provolves に似ているが、特に人類のDNAを取り入れて強化された動物）、neogens（一から合成された遺伝子で生み出された生命）xenosophonts（異星人）などである。ナノテクノロジー、ピコテクノロジー、フェムトテクノロジーが一般化している。リングワールドやダイソン球といった様々な巨大構造物が存在する。既知の世界はワームホールのネットワークで連結されている。
OA はSFのジャンルとしては、トランスヒューマン・スペースオペラである。その世界観は、イアン・バンクスの Culture シリーズ、ヴァーナー・ヴィンジの『遠き神々の炎』、デイヴィッド・ブリンの知性化シリーズなどの設定等が影響を与えている。技術的特異点の概念は、直接的にはスタニスワフ・レムの作品から取り入れている。Orion's Arm では、技術的特異点は1度だけでなく、少なくとも6度発生したとされている。これらは必ずしも文明のテクノロジーが次の段階に進化したということではなく、個人の意識のレベルが変わったという意味で使われている。
OA の設定を使ったパソコンゲームやロールプレイングゲームがコミュニティによって開発されている。

## 主な架空のテクノロジー
- ナノテクノロジーと原子以下のサイズの類似体
- 高度に進化した人工知能
- 宇宙空間の巨大構造物
- エキゾチック物質の生成と操作による、無反動推進とワームホール
- 安定したワームホールによる恒星間の実質的な超光速航法。ワームホールと惑星間は光速未満の推進方法しかない（タイムトラベルは物理的に不可能）。
- 数種類の光速未満の無反動推進。NASAの Breakthrough Propulsion Physics Program で記載されているほとんど全ての推進法を含む。ただし、設定ではこれらは全て "void bubbles" に基づいた推進法に置き換えられつつある。

## 主な架空の人工物
巨大な人工物としては、以下のものがある。
- ダイソン球（恒星を覆う殻） - 小さい構造物の集合体のものと、完全な殻の2種類が登場
- リングワールド（恒星から約1天文単位の位置にある環状の構造物）
- Bishop ring（巨大な環状の居住施設） - 非エキゾチック物質で構築可能な最大の回転する環状の居住施設[1]
- 複雑な軌道リングの一種（恒星周囲のものや惑星全体を覆うもの）はダイソン球と同様の機能を持つ。

ナノテクノロジーに基づく人工物としては、以下のものがある。
- Utility fog（微細なロボットの群れにより、再構成可能な物体を形成する）
- Disasemmbler swarms（敵の乗り物などを分解するナノマシンの群れ。グレイ・グーを兵器としたもの）
- Angelnets（局所環境を完全に制御することを可能にする技術。場合によっては精神転送による不死の実現まで可能であり、ホロデッキのような使い方もできる）

その他の特筆すべき人工物としては、"baseline" 人が原理を知らない特殊なアイテムが多々登場する（クラークの三法則にちなんで、Clarketech と呼ばれる）。